# توني آلي
توني آلي (بالإنجليزية: Tony Ally) هو غطاس بريطاني، ولد في 17 أغسطس 1973 في لوتن في المملكة المتحدة.

## وصلات خارجية
- توني آلي على موقع الاتحاد الدولي للسباحة (الإنجليزية)
- توني آلي على موقع قاعدة بيانات الغوص IAT (الألمانية)
- توني آلي على موقع اللجنة الأولمبية الدولية (الإنجليزية)
- توني آلي على موقع أوليمبيديا (الإنجليزية)
- توني آلي على موقع اللجنة الأولمبية البريطانية (الإنجليزية)